# Anchor Pichen
Anchor Pichen, även Ansgar Pichen, född 22 september 1913 i Esbjerg, död 13 december 1945 i Hameln, var en polsk koncentrationslägervakt och dömd krigsförbrytare.

## Biografi
Pichen var ursprungligen dansk medborgare, men hans familj flyttade till den polska delen av Oberschlesien och erhöll polskt medborgarskap.
År 1940 blev Pichen tvångsinkallad till Wehrmacht. Efter att ha sårats i strid och tillbringat sin tid i olika läger kom han till Bergen-Belsen, där han kom att tillhöra vaktmanskapet och fick ansvar för lägrets köksavdelning.
Den 15 april 1945 befriades Bergen-Belsen av brittiska trupper, som i lägret påträffade drygt 10 000 döda och omkring 60 000 överlevande. Lägerpersonalen kommenderades att begrava alla lik i massgravar. Pichen greps och förhördes av brittisk militär. Den 17 september ställdes han och 44 tidigare lägervakter inför rätta vid Belsenrättegången. Den 17 november avkunnade domstolen sina domar: Pichen och tio andra åtalade dömdes till döden genom hängning.
Tillsammans med Josef Kramer, Irma Grese, Elisabeth Volkenrath, Juana Bormann, Fritz Klein, Franz Hössler, Peter Weingartner, Karl Francioh, Franz Stofel och Wilhelm Dörr avrättades Francioh den 13 december 1945. Skarprättare var Albert Pierrepoint.

### Webbkällor
- ”Anchor Pichen” (på engelska). BergenBelsen.co.uk. Arkiverad från originalet den 28 juni 2014. https://www.webcitation.org/6Qg4AyA47?url=http://www.bergenbelsen.co.uk/pages/Staff/Staff.asp?CampStaffID=25. Läst 28 juni 2014.